# Julius Watkins
Julius Watkins född 1921, död 1977, var en amerikansk jazzvalthornist.
Watkins är kanske världens genom tiderna bäste valthornist inom jazzen. Watkins började spela valthorn 1930 och studerade vid Manhattan School of Music. När Miles Davis med sitt så kallade tubaband, i slutet av 1940-talet, givit ett ansikte åt valthornet inom jazzmusiken blev så småningom även Watkins en viktig profil inom jazz, bebop framförallt. Sina största framgångar fick han när han spelade i sin sextett runt 1955. Sextetten gjorde två plattor innan den så småningom upplöstes. I samma veva som han spelade med storheter som Thelonious Monk, Miles Davis och Oscar Pettiford bildade han i slutet av 1950-talet den uppmärksammade gruppen Les Jazz Modes tillsammans med tenorsaxofonisten Charlie Rouse.